# Forthing CM7
Forthing CM7 — выпускающийся с 2013 года минивэн суббренда Forthing китайского автопроизводителя Dongfeng.

## Описание
Forthing CM7 дебютировал в 2013 году на автосалоне в Шанхае; в том же году начались продажи. Fengxing CM7 оснащён 2,4-литровым двигателем Mitsubishi 4G69 мощностью 150 л. с., который сочетается в паре с пятиступенчатой механической трансмиссией. При разработке дизайна кузова компания опиралась на Hyundai Starex, а при разработке передней части — на Toyota Alphard.

В Китае первоначально цены варьировались от 129900 до 173900 юаней. Позднее цены увеличились от 118900 до 229900 юаней.

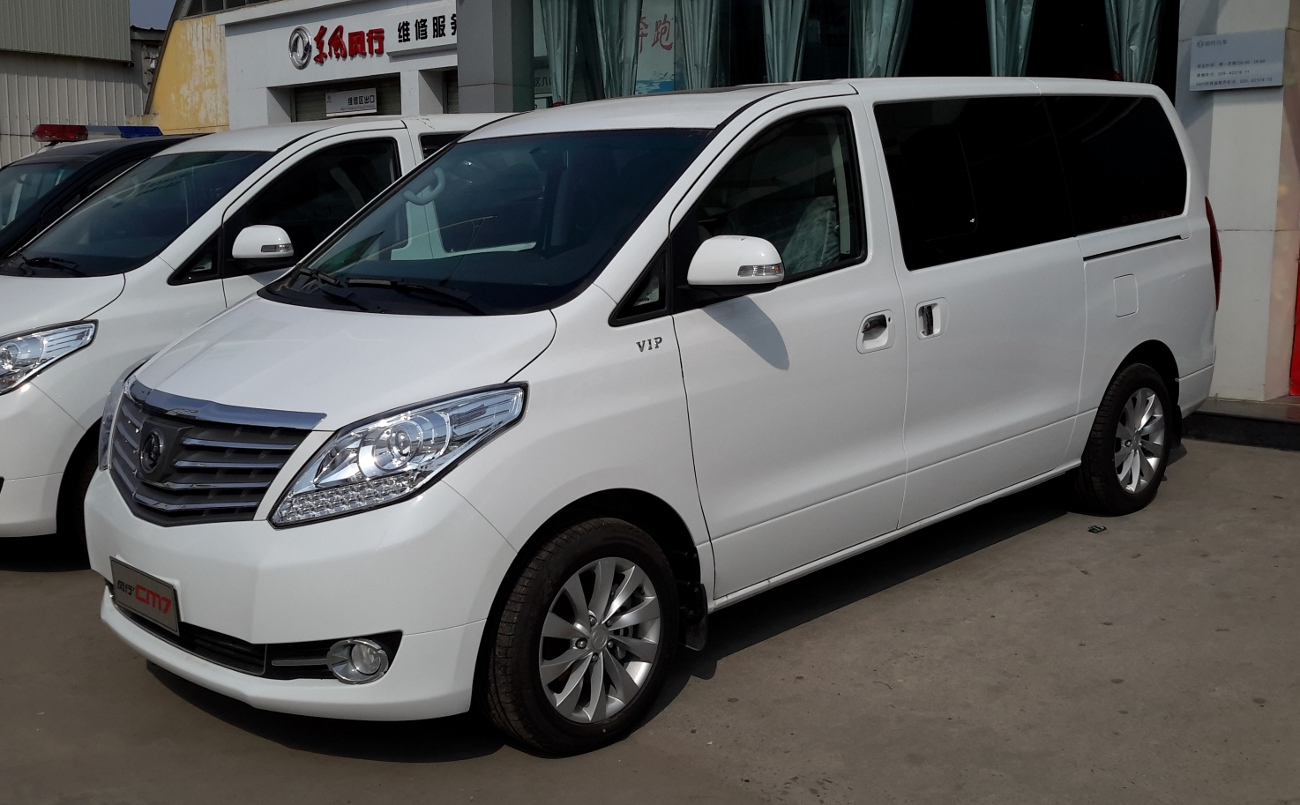
Вид спереди
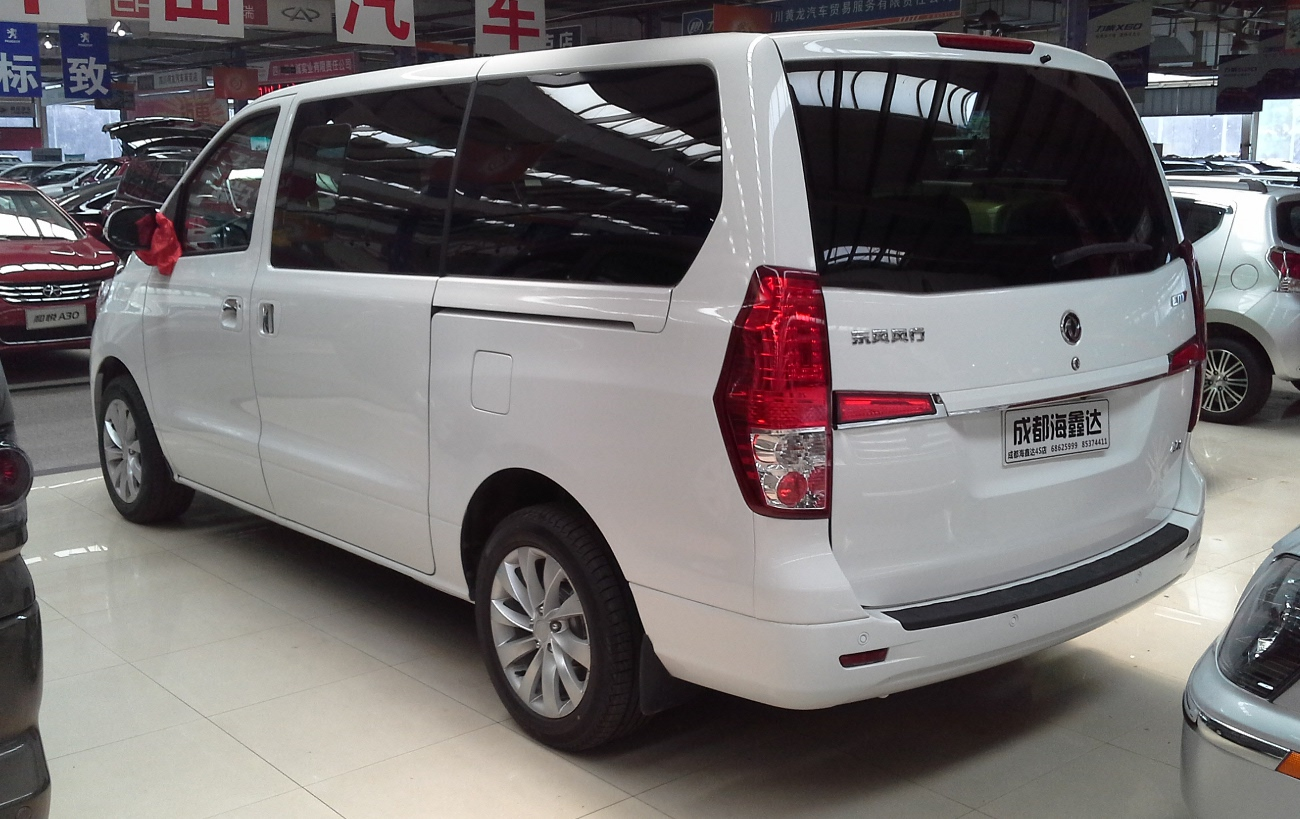
Вид сзади

### Forthing M7
Forthing M7 является рестайлинговым вариантом Forthing CM7, выпускающимся с 2020 года. Дизайн разработан компанией Pininfarina. Автомобиль оснащается 1,8-литровым двигателем с турбонаддувом мощностью 160 л. с. и крутящим моментом 240 Н·м.

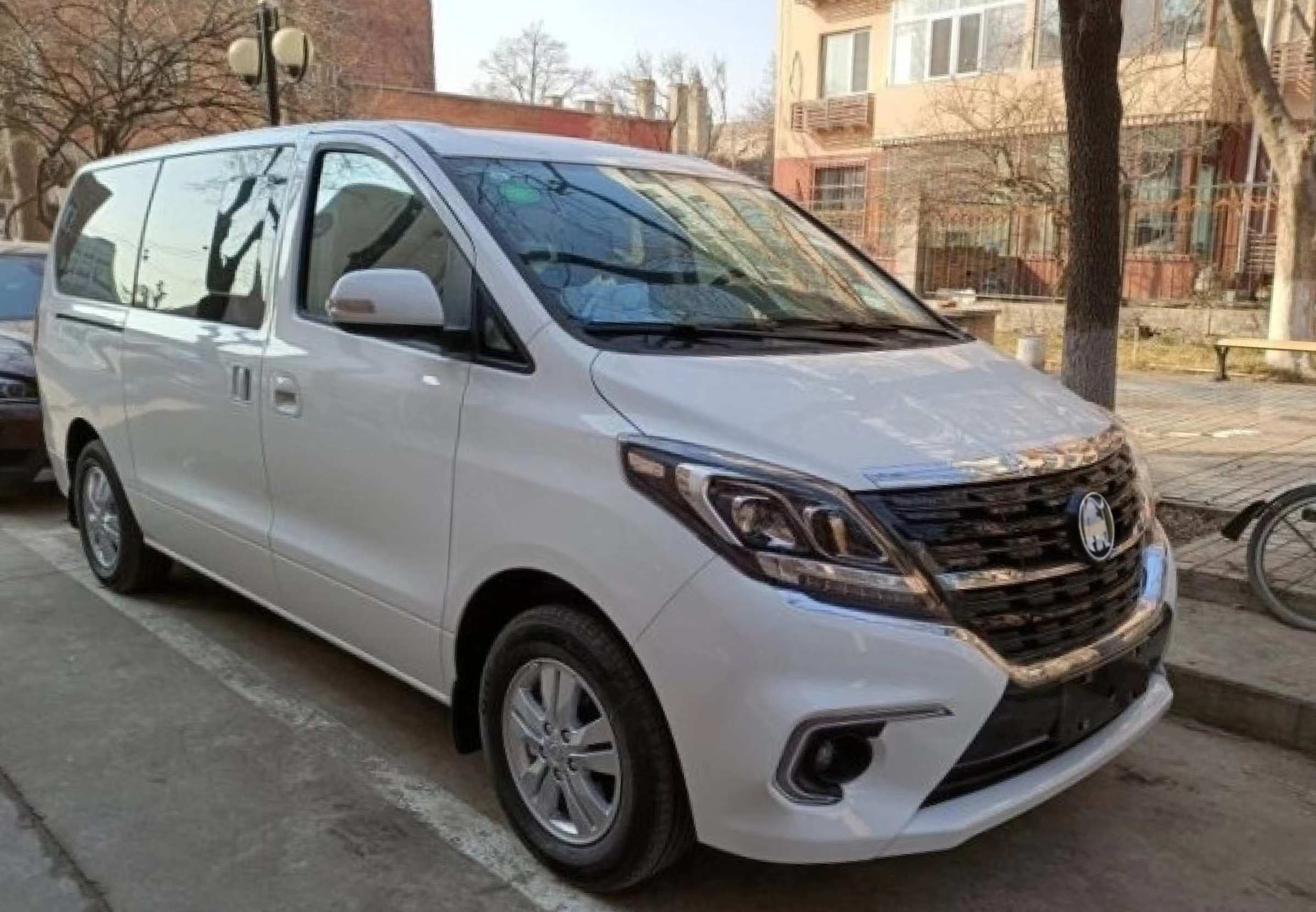
Вид спереди
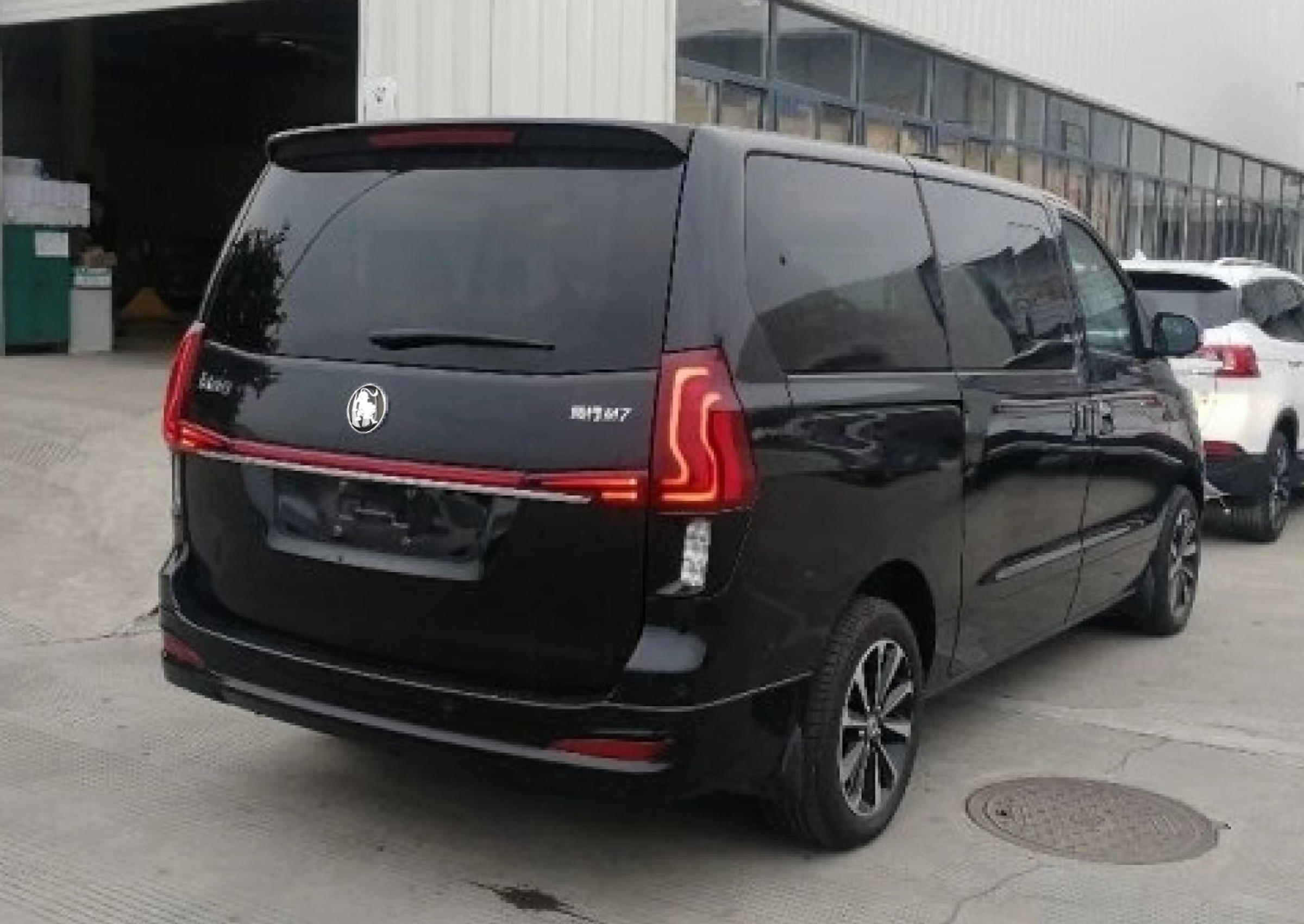
Вид сзади

### Forthing Lingzhi Plus
Forthing Lingzhi Plus выпускается с октября 2020 года. По сути, автомобиль является ребеджинговым вариантом CM7, который разработан «с нуля» и не является модернизацией Dongfeng Fengxing Lingzhi. Автомобиль оснащается двигателем мощностью 133 л. с. и крутящим моментом 200 Н·м, который сочетается в паре с шестиступенчатой механической трансмиссией.

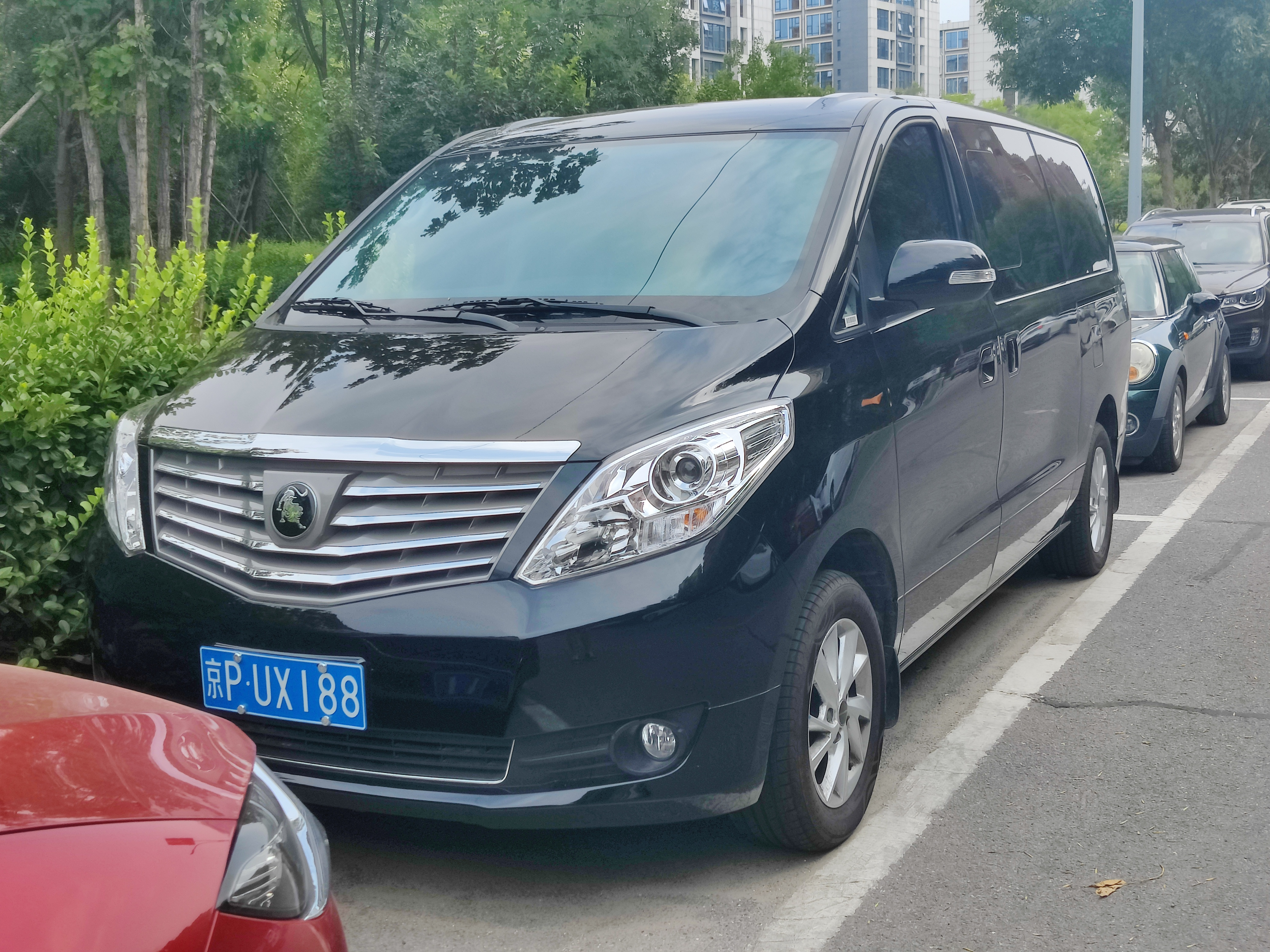
Вид спереди
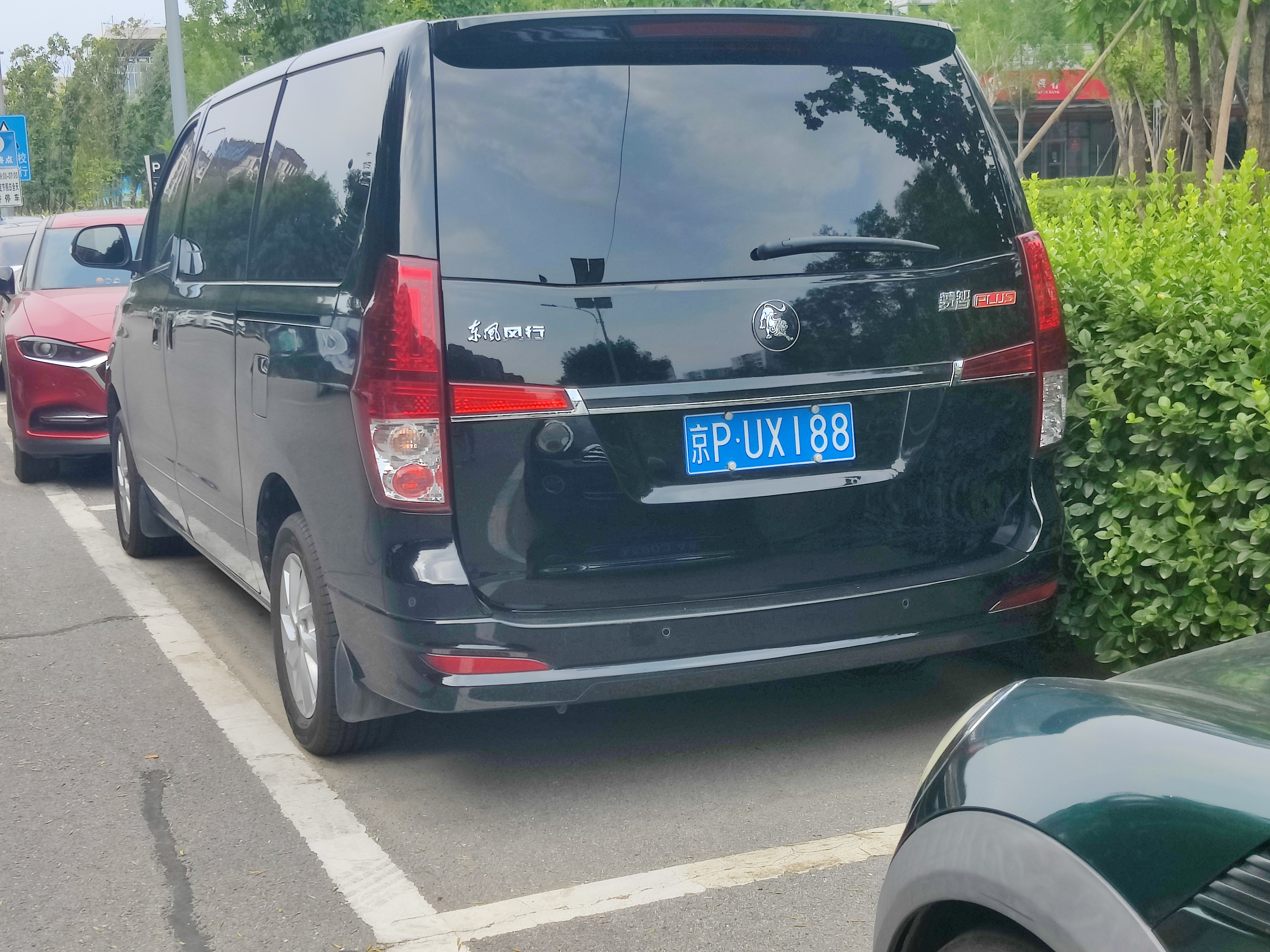
Вид сзади

## Forthing F600
Forthing F600 является модернизацией Forthing CM7. Впервые был представлен в 2018 году на Пекинском автосалоне. Дизайн разработан компанией Pininfarina.

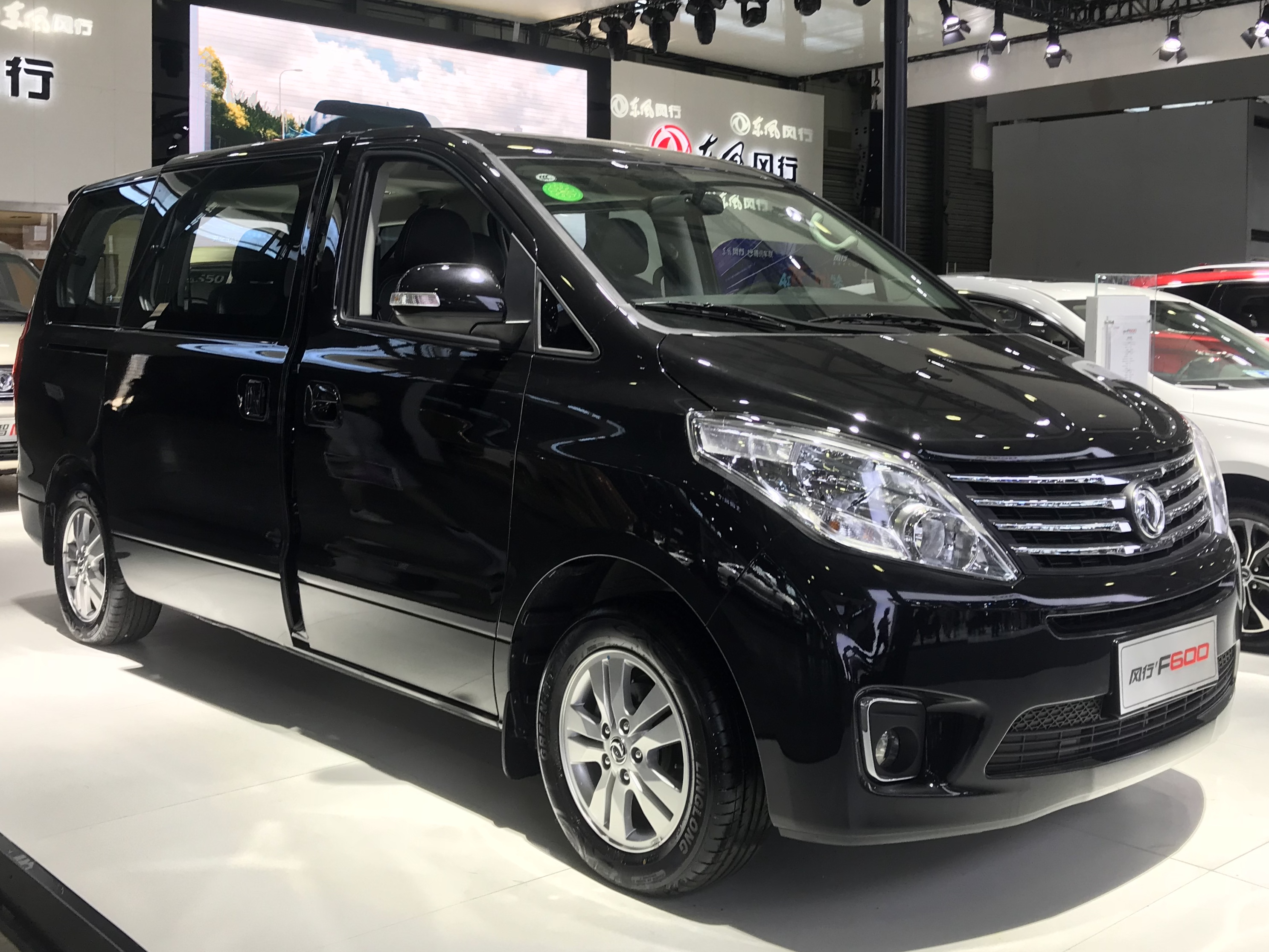
Вид спереди
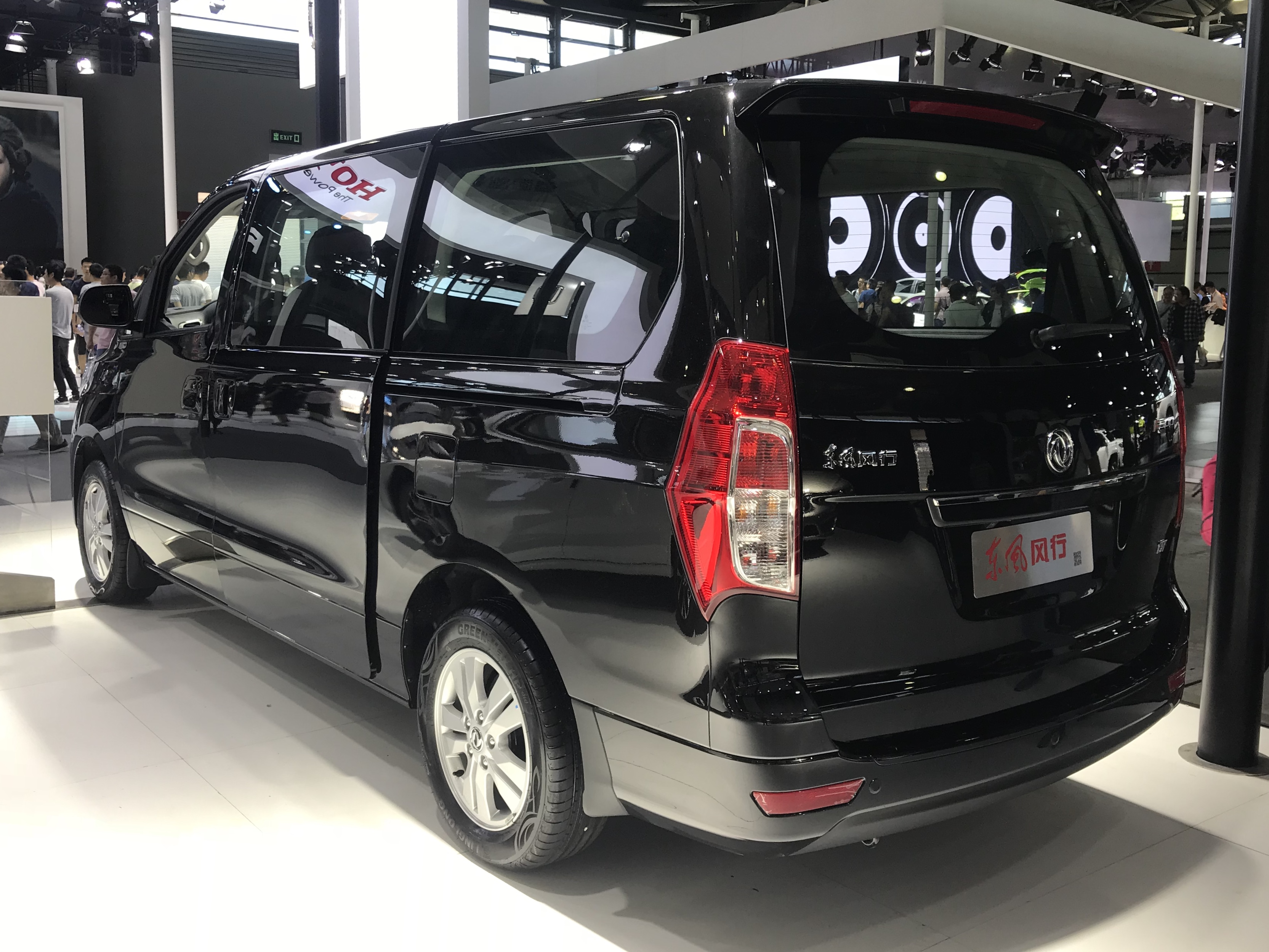
Вид сзади